# Sproglydopmærksomhed
Sproglydopmærksomhed, sproglydforståelse, sproglydopfattelse og fonologisk opmærksomhed er betegnelser for evnen til at opfatte og gengive detaljer i sproglyd, de såkaldte fonemer og morfemer; herunder evnen til at opfatte og gengive korrekte endelser.
Mangelfuld sproglydopmærksomhed er oftest en følgevirkning af Apd.